# Old Dominion 100 Mile Endurance Run
Pour les articles homonymes, voir ODR.
 (novembre 2023).
Si vous disposez d'ouvrages ou d'articles de référence ou si vous connaissez des sites web de qualité traitant du thème abordé ici, merci de compléter l'article en donnant les références utiles à sa vérifiabilité et en les liant à la section « Notes et références ».
L'Old Dominion 100 Mile Endurance Run, aussi appelée Old Dominion 100 Mile Cross Country Run, ODR ou OD 100, est un ultra-trail de 100 milles organisé chaque année en Virginie, aux États-Unis. Il se dispute fin mai ou surtout début juin sur un parcours en boucle dont le départ et l'arrivée sont situés à Woodstock, dans le comté de Shenandoah. La première édition a eu lieu en 1979.

## Palmarès
| Édition | Date                 | Hommes | Hommes                                   | Hommes           | Femmes | Femmes                          | Femmes           |
| ------- | -------------------- | ------ | ---------------------------------------- | ---------------- | ------ | ------------------------------- | ---------------- |
|         |                      | Rang   | Athlète                                  | Temps            | Rang   | Athlète                         | Temps            |
| 1re     | 9-10 juin 1979       | 1er    | Peter Monahan                            | 17 h 56 min 46 s | 10e    | Barbara Allen                   | 22 h 13 min 32 s |
| 2e      | 14-15 juin 1980      | 1er    | Frank Bozanich                           | 15 h 17 min 22 s | 11e    | Sue Medaglia                    | 22 h 08 min 17 s |
| 3e      | 20 juin 1981         | 1er    | Ed Foley                                 | 18 h 07 min ?? s | —      | —                               | —                |
| 4e      | 5 juin 1982          | 1ers   | Rusty Donahue Donald Helfer David Horton | 18 h 25 min 28 s | —      | —                               | —                |
| 5e      | 11 juin 1983         | 1er    | Jim Hintz                                | 21 h 02 min ?? s | —      | —                               | —                |
| 6e      | 9 juin 1984          | 1er    | William Davis                            | 19 h 11 min 40 s | 7e     | Vicki Johnson                   | 22 h 39 min 05 s |
| 7e      | 8 juin 1985          | 1er    | Steve Warshawer                          | 17 h 11 min 46 s | 15e    | Laura Perry                     | 25 h 22 min 08 s |
| 8e      | 14 juin 1986         | 1er    | David Horton — 2e victoire               | 17 h 45 min 47 s | 14e    | Carole Williams                 | 23 h 32 min 31 s |
| 9e      | 13 juin 1987         | 1er    | Ray Scannell                             | 18 h 53 min 34 s | 29e    | Debbie Deupree                  | 22 h 46 min 49 s |
| 10e     | 11 juin 1988         | 1er    | David Horton — 3e victoire               | 18 h 34 min 37 s | 13e    | Vicki Johnson — 2e victoire     | 21 h 26 min 39 s |
| 11e     | 10 juin 1989         | 1er    | Dennis Herr                              | 18 h 57 min 26 s | 6e     | Vicki Johnson — 3e victoire     | 20 h 47 min 06 s |
| 12e     | 9 juin 1990          | 1er    | David Powell                             | 19 h 22 min 14 s | —      | —                               | —                |
| 13e     | 1er juin 1991        | 1er    | Stephen Mahieu                           | 18 h 05 min ?? s | 8e     | Shelby Hayden-Clifton           | 21 h 32 min ?? s |
| 14e     | 30 mai 1992          | 1er    | Eric Clifton                             | 15 h 10 min 13 s | 28e    | Pat Botts                       | 22 h 02 min 38 s |
| 15e     | 5 juin 1993          | 1er    | Steve Schiller                           | 18 h 22 min 27 s | 13e    | Kelly Hoskins                   | 22 h 13 min 18 s |
| 16e     | 4 juin 1994          | 1er    | Mike Morton                              | 17 h 40 min 29 s | 10e    | Edith Bogenhuber                | 21 h 45 min 14 s |
| 17e     | 3 juin 1995          | 1er    | Mike Morton — 2e victoire                | 16 h 55 min 33 s | 10e    | Kimberly Goosen                 | 22 h 00 min 08 s |
| 18e     | 1er-2 juin 1996      | 1er    | Jeff Hinte                               | 18 h 39 min 34 s | —      | —                               | —                |
| 19e     | 31 mai-1er juin 1997 | 1er    | Dan Barger                               | 17 h 04 min 01 s | 7e     | Janice Anderson                 | 18 h 25 min 48 s |
| 20e     | 6-7 juin 1998        | 1er    | Dan Barger — 2e victoire                 | 16 h 48 min 17 s | 8e     | Pam Reed                        | 19 h 50 min 07 s |
| 21e     | 5-6 juin 1999        | 1er    | Joe Hildebrand                           | 16 h 42 min 05 s | 12e    | Anong Pustow                    | 21 h 20 min 57 s |
| 22e     | 3-4 juin 2000        | 1er    | James Garcia                             | 15 h 50 min 02 s | 17e    | Molly Gibb                      | 22 h 25 min 47 s |
| 23e     | 2-3 juin 2001        | 1er    | Serge England-Arbona                     | 16 h 54 min 26 s | 5e     | Francesca Conte                 | 20 h 48 min 02 s |
| 24e     | 7-8 juin 2003        | 1er    | Joseph Kulak                             | 17 h 00 min 28 s | 2e     | Francesca Conte — 2e victoire   | 20 h 16 min 17 s |
| 25e     | 6 juin 2004          | 1er    | Joseph Kulak — 2e victoire               | 16 h 38 min 44 s | ?      | Amber Marshall                  | 23 h 25 min 03 s |
| 26e     | 4-5 juin 2005        | 1er    | Brian Kistner                            | 18 h 01 min 53 s | 2e     | Jenn Shelton                    | 17 h 34 min 10 s |
| 27e     | 3-4 juin 2006        | 1er    | James Howton                             | 20 h 11 min 39 s | 6e     | Liz Walker                      | 23 h 16 min 31 s |
| 28e     | 2-3 juin 2007        | 1er    | Keith Knipling                           | 19 h 21 min 15 s | 4e     | Liz Walker — 2e victoire        | 22 h 07 min 57 s |
| 29e     | 7-8 juin 2008        | 1er    | Jason Lantz                              | 19 h 49 min 12 s | 10e    | Liz Bauer — 3e victoire         | 25 h 19 min 49 s |
| 30e     | 6-7 juin 2009        | 1er    | Jason Lantz — 2e victoire                | 18 h 35 min 32 s | 8e     | Liz Bauer — 4e victoire         | 22 h 44 min 25 s |
| 31e     | 5-6 juin 2010        | 1er    | David Ruttum                             | 16 h 52 min 37 s | 3e     | Sabrina Moran                   | 19 h 54 min 54 s |
| 32e     | 4-5 juin 2011        | 1er    | Neal Gorman                              | 16 h 16 min 47 s | 22e    | Linda Gaudette                  | 22 h 03 min 22 s |
| 33e     | 2-3 juin 2012        | 1er    | Oliver LeBlond                           | 17 h 14 min 06 s | 27e    | Meredith Hering                 | 24 h 45 min 33 s |
| 34e     | 1er-2 juin 2013      | 1er    | Anthony Parillo                          | 17 h 42 min 11 s | 14e    | Megan Stegemiller               | 23 h 31 min 58 s |
| 35e     | 7-8 juin 2014        | 1er    | Oliver LeBlond — 2e victoire             | 17 h 05 min 02 s | 9e     | Megan Stegemiller — 2e victoire | 20 h 56 min 22 s |
| 36e     | 6-7 juin 2015        | 1er    | Oliver LeBlond — 3e victoire             | 16 h 45 min 50 s | 4e     | Kathleen Cusick                 | 19 h 06 min 44 s |
| 37e     | 4-5 juin 2016        | 1er    | Paul Jacobs                              | 16 h 48 min 23 s | 6e     | Michele Harmon                  | 23 h 24 min 18 s |
| 38e     | 3-4 juin 2017        | 1er    | Justin Faul                              | 18 h 58 min 55 s | 13e    | Stephanie Dempsey               | 22 h 47 min 08 s |
| 39e     | 2-3 juin 2018        | 1er    | Olivier LeBlond — 4e victoire            | 17 h 01 min 45 s | 7e     | Michelle Leduc                  | 20 h 18 min 50 s |
| 40e     | 1-2 juin 2019        | 1er    | Olivier LeBlond — 5e victoire            | 16 h 56 min 20 s | 9e     | Kathleen Cusick — 2e victoire   | 20 h 17 min 37 s |